# Sincrotrão a Protões
O PS do inglês Proton Synchrotron (Sincrotrão a Protões) é um componente principal do complexo dos  aceleradores do CERN. É neste  sincrotrão a protões que são acelerados os protões vindos do 'Booster' ou os iões pesados do LEAR.
Inaugurado em Novembro de 1959  o PS foi de princípio destinado a ser a primeira máquina do programa de física de partículas do CERN. Desde a sua criação tem sido utilizado com diferentes tipos de partículas para alimentar directamente as experiências ou para as acelerar antes de as enviar para outros aceleradores mais potentes. Contudo, e à medida que o CERN ia construindo novos aceleradores a partir dos anos 70, o seu papel foi modificado para servir de injector - pré-acelerador - a máquinas como o ISR en:Intersecting Storage Rings, o SPS en:Super Proton Synchrotron e o LEP en:Large Electron-Positron Collider.
Com uma circunferência de 628 m é composto por 100 dipôlos para encurvar os feixes no acelerados e funcionava a 25 GeV. Além dos protões também acelerou partículas alfa, oxigénio, electrões. positrões e antiprotões

## O complexo do CERN
A composição do CAC, sigla em inglês de CERN Acelarators Complex.